# Afroxyrrhepes procera
Afroxyrrhepes procera är en insektsart som först beskrevs av Hermann Burmeister 1838.  Afroxyrrhepes procera ingår i släktet Afroxyrrhepes och familjen gräshoppor. Inga underarter finns listade i Catalogue of Life.